# Terriente
Terriente – gmina w Hiszpanii, w prowincji Teruel, w Aragonii, o powierzchni 47,98 km². W 2011 roku gmina liczyła 191 mieszkańców.